# Detlev Karsten Rohwedder

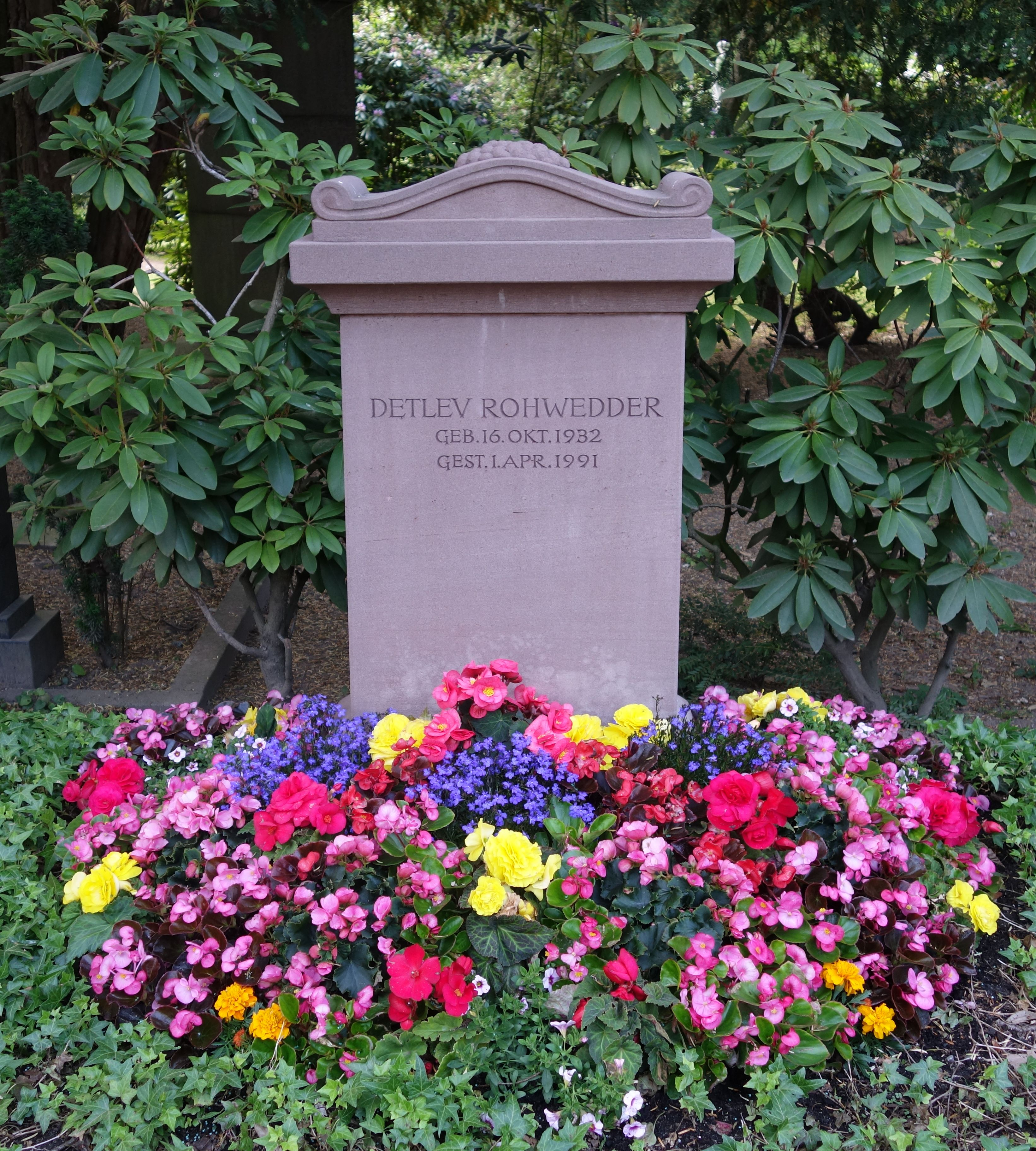
Detlev Rohwedders gravvård på Nordfriedhof i Düsseldorf.

Detlev Karsten Rohwedder, född 16 oktober 1932 i Gotha, död 1 april 1991 i Düsseldorf, var en tysk företagsledare och politiker, medlem i Socialdemokraterna (SPD).

## Biografi
Detlev Rohwedder var 1969–1978 statssekreterare vid Västtysklands ekonomidepartement och 1979–1990 Hoesch AG:s styrelseordförande.
Han blev 1990 chef för Treuhandanstalt, som hade till uppgift att privatisera eller avveckla det forna Östtysklands statligt ägda företag efter Tysklands återförening. Det var ett arbete som rönte hård kritik i öst för att gå alltför snabbt fram och samtidigt kritik i väst för att inte gå snabbt nog.
Den 1 april 1991 mördades Rohwedder i sitt hem, skjuten genom fönstret till sitt arbetsrum. Polisen hittade på brottsplatsen ett brev, enligt vilket "Röda armé-fraktionen Kommando Ulrich Wessel" tog på sig ansvaret för dådet, men detta har inte kunnat bekräftas och mordet är fortfarande (2024) olöst.